# Borwick
Borwick is een civil parish in het bestuurlijke gebied Lancaster, in het Engelse graafschap Lancashire met 181 inwoners.